# Thomas Didillon
Thomas Didillon (Seclin, 28 de novembro de 1995) é um futebolista profissional francês que atua como goleiro. Atualmente está no Cercle Brugge.

## Carreira
Thomas Didillon começou a carreira no Metz.